# Bagé (jogador de futsal)
Luis Henrique Silveira Couto, mais conhecido como Bagé (Bagé, 13 de agosto de 1967) é um jogador de futsal brasileiro, que atua como goleiro.
O goleiro, ainda no interior do Rio Grande do Sul, teve os primeiros contatos com a bola atuando pelas alas. No gol, Bagé jogava apenas handebol quando o titular não estava.
Em 1986, já ganhando destaque sob as traves, Bagé realizou um teste no Grêmio e, a partir daí, a carreira de atleta profissional deslanchou. No ano seguinte, Bagé foi contratado pela Enxuta, de Caxias do Sul (RS), sendo o melhor arqueiro do Campeonato Estadual. Na sequência, passou por Perdigão, Sadia, Impacel, Associação Carlos Barbosa, Internacional, São Paulo FC, CR Flamengo, EC Banespa, AD Jaraguá, Cortiana/UCS, AABB/Mapfre, além da seleção brasileira.
Pela seleção brasileira, disputou o Mundialito de Futsal do Rio de Janeiro em 1995. Ainda pela seleção, Bagé teve participação na Copa do Mundo de Futsal de 1996 na Espanha, onde a camisa amarela se tornou campeã do mundo pela quinta vez. Sagrou-se campeão da Copa América de Futsal de 1996, 1997 e 1998, e ainda nos mundialitos de 1996 e 1998.
Aos 51 anos, Bagé tenta entrar no Livro dos Recordes como o mais velho goleiro de futsal em atividade no mundo.

## Títulos
Até o momento, Bagé acumula mais de 50 títulos, dentre eles, o penta-campeonato gaúcho, o tri-campeonato brasileiro de seleções, o bi-campeonato catarinense, o campeonato metropolitano  em São Paulo e no Rio Grande do Sul, a Copa do Mundo e Copa América pela seleção brasileira.